# Бурман, Александр Владимирович
Алекса́ндр Влади́мирович Бурман (5 августа 1872 — 19 мая 1941) — русский офицер, герой Первой мировой войны.

## Биография
Православный. Из дворян Витебской губернии. Сын коменданта Новогеоргиевской крепости инженер-генерала Владимира Георгиевича Бурмана (1832—1909). Старшие братья — генерал-майоры Георгий и Андрей.
По окончании Пажеского корпуса в 1892 году, выпущен был подпоручиком в лейб-гвардии Егерский полк.
Чины: поручик (1896), штабс-капитан (1900), капитан (1904), полковник (1911).
В течение 9 лет и 6 месяцев командовал ротой Егерского полка. В Первую мировую войну вступил со своим полком. Был награждён Георгиевским оружием
За то, что 20 авг. 1914 г., находясь под действительным ружейным и шрапнельным огнём противника, быстро занял 1-м баталионом лес западнее дер. Седлиска-Велька и Суходолы, чем остановил охватывающее движение противника, обеспечил успех боя и занятие высоты 109,1.
На 28 февраля 1916 года — командир 184-го пехотного Варшавского полка. С 21 июля 1916 состоял в резерве чинов при штабе Минского военного округа.
Участвовал в Белом движении на Юге России. На февраль 1919 года — штаб-офицер для поручений в контрразведывательном отделе штаба Донской армии. Затем служил в Екатеринославской государственной страже в составе ВСЮР, был ранен. 2 марта 1920 года эвакуирован из Новороссийска в госпиталь в Пирее.
В эмиграции во Франции, жил в Париже. Был членом суда чести парижской группы полкового объединения лейб-гвардии Егерского полка. По взглядам был монархистом-легитимистом.
Скончался в 1941 году. Похоронен на кладбище Сент-Женевьев-де-Буа.

## Награды
- Орден Святой Анны 3-й ст. (1908);
- Орден Святого Станислава 2-й ст. (1912) с мечами (1915);
- Георгиевское оружие (ВП 03.02.1915);
- Орден Святого Владимира 3-й ст. с мечами (1916).